# Göteborgskalaset
Göteborgskalaset var en stor stadsfestival och gatufest som ägde rum åren 1991–2005 i stora delar av centrala Göteborg. 
Göteborgskalaset arrangerades varje år under andra veckan i augusti, då festplatser anlades på flera platser i staden. På festplatserna byggdes scener och tillfälliga serveringslokaler, öl- och restaurangtält. På flera platser spelade musiker i många olika genrer. Vissa år dukades bord för "räkfrossa" på Avenyn.[källa behövs]
Det största arrangemanget anordnades i samband med att Göteborg var värd för VM i friidrott 1995. Som repetition inför det stora kalaset 1995 ordnades liknande stadsfester i mindre skala från 1991. Det mest spektakulära på festen 1993 var invigningen på Götaplatsen då Staffan Mossenmark lät framföra "konsert för 24 glassbilar".[källa behövs] År 2001 samordnades kalaset med Sveriges radios musiksatsning Popstad, vilket innebar att kalaset utökades och förändrades.[källa behövs] De följande åren ordnades kända musikframföranden i Frihamnen. Det sista kalaset ägde rum 2005 och den 4–13 augusti 2006 hölls istället EM-festen i samband med att Göteborg var värd för EM i friidrott 2006. Detta kalas var dock i samma storleksordning som det som hölls 1995.[källa behövs]
2007 ersattes Göteborgskalaset med Kulturkalaset, som det året ägde rum under tredje veckan i augusti. En viktig orsak till namnbyte och omorientering var att politikerna oroade sig för att antalet fall av fylleri och brott ökade kraftigt under Göteborgskalaset, och man ville sätta en mer städad prägel på evenemanget.[källa behövs]